# Olcnava
Olcnava je obec na Slovensku v okrese Spišská Nová Ves, v Košickém kraji.

## Poloha a členění obce
Obec se nachází v jižní části Hornádské kotliny a na severních svazích Galmusu.

### Sousední obce
Olcnava sousedí s obcemi Bystrany, Poráč, Slovinky, Spišské Vlachy, Spišský Hrušov, Vítkovce

### Části obce
Palenčiareň, Raj, Kamenná

### Vodní toky
Hornád, Kamenný potok, potok Bílá voda, potok Peklisko, Olcnavský potok

### Vodní plochy
Blatná

## Historie

### Staré a cizí názvy obce
- 1287
- 1294, Altznow
- 1317, Alczwno
- 1333
- 1565
- 1651
- 1773

Německý název: 

Maďarský název:Detrefalva

## Politika

### Starostové obce
1990 - 1994 Milan Gardošík (ČSSP + HP)

1994 - 2000 Milan Gardošík (HZDS)

2001 - 2002 Peter Horváth (ANO + KDH + SDKÚ)

2002 - 2006 Peter Horváth (ANO + KDH + SDKÚ)

2006 - 2010 Ing. RSDr. Jozef Gardošík (HZDS + SMĚR + SNS)

2010 - 2014 Jaroslav Salaj (SMER)

### Zastupitelstvo
1990 - 1994 - 11 poslanců

1994 - 1998 - 12 poslanců (9 KDH, 3 HZDS)

1998 - 2002 - 11 poslanců (6 HZDS, 5 KDH)

2002 - 2006 - 7 poslanců (3 KDH, 2 NEKA, 1 ANO + KDH + SDKÚ, 1 HZDS)

2006 - 2010 - 7 poslanců
1) Boron František
2) Ing. Gardošík Peter
3) Ing. Gonda Peter ml.
4) PaedDr. Kozárová Zlatica
5) Sakmarová Renáta
6) Salaj Jaroslav
7) Salajová Tatiana
2010 - 2014 - 7 poslanců Ing. Peter Gonda, Jolana Muchová, Bc.. Zuzana Sedláková, Ing. Miroslava Rusnáková, Zuzana Fifíková, PaedDr. Zlatica Kozárová, Ján Olejník

## Obyvatelstvo
Vývoj obyvatelstva od roku 1869:
| Rok sčítání | Počet obyvatel | Počet domů |
| ----------- | -------------- | ---------- |
| 1869        |                | -          |
| 1880        | 349            | 62         |
| 1890        | 320            | 65         |
| 1900        | 421            | 73         |
| 1910        | 367            | 73         |
| 1921        | 362            | 73         |
| 1930        | 405            | 77         |
| 1950        | 440            | 89         |
| 1961        | 728            | 131        |
| 1970        | 830            | 159        |
| 1980        | 887            | 193        |
| 1991        | 912            | 225        |
| 2001        | 973            | 237        |

Složení obyvatelstva podle náboženského vyznání (2001):
|                          | Počet obyvatel | %    |
| ------------------------ | -------------- | ---- |
| Římskokatolická církev   | 931            | 95,7 |
| Řeckokatolická církev    | 11             | 1,1  |
| Evangelická církev a. v. | 4              | 0,4  |
| Bez vyznání              | 19             | 2,0  |
| Ostatní a nezjištěno     | 8              | 0,8  |

Složení obyvatelstva podle národnosti (2001):
|                      | Počet obyvatel | %    |
| -------------------- | -------------- | ---- |
| Slovenská            | 948            | 97,4 |
| Romská               | 12             | 1,2  |
| Ukrajinská           | 2              | 0,2  |
| Česká                | 8              | 0,8  |
| Ostatní a nezjištěná | 3              | 0,3  |

Nejčastější příjmení (1995):
SALAJOVÁ 48×; SALAJ 48×; GARDOŠÍK 34×; GARDOŠÍKOVÁ 32×; KORFANT 28×; RUSNÁKOVÁ 25×; RUSNÁK 23×; HOLUB 20×; KORFANTOVÁ 18×; FIFIK 16×; HOLUBOVÁ 15×; SAKMÁR 15×; KOŽÁR 14×; OLEJNÍK 14×; MUCHA 13×; PRAPOTNÍKOVÁ 12×; SAKMÁROVÁ 12×; OLEJNÍKOVÁ 11×; PRAPOTNÍK 11×; FIFIKOVÁ 11×; FURMANOVÁ 10×; KOŽÁROVÁ 9×; SEDLÁKOVÁ 9×; DOLNAČKOVÁ 9×; DOLNAČKO 9×; ŠOFRANKOVÁ 9×; PAVOL 9×; SEDLÁK 8×; MUCHOVÁ 8×; PAVOLOVÁ 8×; CHOVANCOVÁ 8×; BEŽILA 7×; ZAHURANEC 7×; FĽAKOVÁ 7×; BUKAT 6×; KURTOVÁ 6×; KAŠČÁKOVÁ 6×; DOLNÝ 6×; BORONOVÁ 6×; KOČIŠ 6×; KOŠUTOVÁ 6×; SKALSKÝ 6×; ZAHURANCOVÁ 6×; BEŽILOVÁ 6×; BUKÁTOVÁ 5×; ŽILKO 5×; ŠOFRANKO 5×; KAŠČÁK 5×; PODRACKÁ 5×; FURMAN 5×; CHOVANEC 5×; DZURŇÁKOVÁ 4×; KIŠKOVÁ 4×; VRABĽOVÁ 4×; DIRDOVÁ 4×; DOLNÁ 4×; KOČIŠOVÁ 4×; VRABEĽ 4×; KROKUSOVÁ 4×; BUKATOVÁ 4×; ROVDER 4×; PECHA 4×; HORVÁTHOVÁ 4×; KLEŠČOVÁ 4×; SLIVKOVÁ 4×; FEDOROVÁ 4×; DZURŇÁK 3×; VRÁBEĽ 3×; SVETKOVSKÝ 3×; FURMANN 3×; PECHOVÁ 3×; FIFÍKOVÁ 3×; KLEŠČ 3×; ŽIVČÁK 3×; HAVRILLA 3×; LUDROVSKÝ 3×; SKALSKÁ 3×; KRIGOVSKÝ 3×; GURČÍKOVÁ 3×; KICKOVÁ 3×; KISEĽOVÁ 3×; BIROŠOVÁ 3×; PENDRÁKOVÁ 3×; BORON 3×; BURIAN 3×; KICKO 3×; CELECOVÁ 3×; KAŠŠAIOVÁ 3×; SMIKOVÁ 3×; KOČÍKOVÁ 3×; PODRACKÝ 3×; KERUĽOVÁ 3×; MACALA 3×; JANOŠÍK 3×; KANDRIČÁKOVÁ 3×; FALTINOVÁ 3×; DIRDA 3×; SLIVKO 2×; ROVDEROVÁ 2×; RICHNAVSKÁ 2×, ... KSSJ

## Kultura a zajímavosti

### Stavby

#### Památky
Katolický kostel Panny Marie
Neoklasicistní z konce 19. stol. Jednolodní stavba s půlkruhovým uzávěrem, přistavěnou sakristií a představěnou věží. Presbytář je zaklenutý konchou, loď kazetovým dřevěným stropem. Fasády jsou členěny lizenami a nárožními pilastry. Hlavní oltář je v pseudorenesančním - manýristickém slohu z konce 19. stol. Kazatelna je renesančně - manýristická z první třetiny 17. stol., renovovaná a doplněná v roce 1891. Polygonální řečniště je dělené sloupky, mezi nimi jsou sochy Ježíše a 4 evangelistů, na schodišťovém parapetu jsou čtyři malby na dřevě. Pozdněgotická socha Madony je slatvinského typu z konce 14. stol. Krucifix - lidová dřevořezba archaických tvarů (replika gotického kříže ze 14. stol.) Z konce 17. stol. (V sakristii). Barokní krucifix je lidová dřevořezba z 18. stol .. kamenná náhrobní deska s erbem ze dne 17. stol.

### Parky
Obecní park,
Park Božího Milosrdenství

### Sport
Fotbal: 1. Třída okresní,
Stolní tenis: 5. Liga

### Pravidelné akce
- Folklórní slavnosti
- Vánoční stolní turnaj

## Hospodářství a infrastruktura

### Farní úřad
Filiálka římskokatolický úřadu Bystrany

### Školství
Základní škola roč. 1-4 - Luční 3
Mateřská škola

## Osobnosti

### Významné osobnosti
- Jozef Fabini - malíř a grafik, národní umělec. * 10. říjen 1908 v Olcnava † 2. prosinec 1984 v Košicích
- Štefan Cpin - akademický malíř, ilustrátor knih pro mládež (* 11. září 1919 v Olcnava, † 18. říjen 1971 v Modre